# 我眼中的世界
《我眼中的世界》（英語：These Two Windows）為美國創作歌手艾力克·班傑明於2020年所發佈的錄音室專輯，共收錄十首曲目，包含之前推出的四首單曲。

## 專輯封面
以紫色為主色調，背景為兩扇窗戶，艾立克盤腿坐在地，一道聚光由右上打往右下。標題在封面中上，作者名在封面中下，字體皆為白色。

## 曲目
- 心靈囹圄/Mind Is a Prison
- 惡魔/Demons
- 我的天/Oh My God
- 愛情小說/The Book of You & I
- 雨中點火/Match in the Rain
- 洛城無基督/Jesus in LA
- 並非憤世/I'm Not a Cynic
- 聖戰/Alamo
- 應該是風聲/Must Have Been the Wind
- 就像你/Just Like You

### 日本增量曲目
- 六尺之遙/Six Feet Apart

## 成績

### 榜單排行
- 澳洲唱片業協會榜（ARIA）：第70名[5]
- Ultratop榜：第99名
- 百大專輯榜（Dutch Album Top 100）：第42名
- AGATA榜：第80名[6]
- 蘇格蘭專輯榜：第15名
- 瑞士百大專輯榜：第75名
- 告示牌二百大專輯榜：第75名
- 英國專輯排行榜：第52名